# Puerta de Berlín
La Puerta de Berlín fue una puerta barroca de la ciudad de Potsdam en Berliner Strasse al nivel de la actual Türkstrasse, que lleva el nombre de Wilhelm von Türk. Fue construida en 1752 por orden de Federico el Grande por Jan Bouman sobre la base del antiguo Arco de Sergio en la actual Pula. El ático estaba decorado con cuatro estatuas de Johann Gottlieb Heymüller, que representaban a dos legionarios ya los dioses Minerva y Bellona. Adjuntas a cada lado había dos puertas de entrada para una guardia militar y un inspector de impuestos.
La puerta se movió unos metros en 1901 para acomodar el creciente tráfico. El edificio fue dañado durante la Segunda Guerra Mundial. El arco intacto fue demolido en 1951 por la administración de la ciudad de Potsdam como un obstáculo para el tráfico. Desde entonces, sólo ha quedado un pequeño arco de medio punto, del ala derecha (visto desde la ciudad) de la puerta original, y las figuras del ático en el depósito de la Fundación del Castillo también se han conservado en su forma original.